# 坂本ナンシー
坂本 ナンシー（さかもと ナンシー、Nancy Sakamoto）は、日本、アメリカ合衆国で活動している英語学者。
カリフォルニア大学を優秀な成績で卒業した後、寺の住職との結婚のために来日、ナンシー・マスタソンから現名に改め、2児をなした。育児に手がかからなくなると、大阪教育大学附属天王寺中学校を皮切りに、アメリカンセンター、大阪府科学教育センター、大阪大学、YMCAなどを経て、国際仏教大学ハワイ分校教授に就任。日本の連続ドラマや忠臣蔵にも通じている。非常に具体的な生活場面から素材を選んで、優れた日米文化論に発展させることを得意とする。

## 著作
- 『異文化との出会い・誤解・理解 Polite fictions in collision: Why Japanese and Americans seem rude to each other』 (坂本示洋との共著、金星堂、2005年7月）